# カーディ公式
物理学では、ブラックホールのエントロピーを計算するために、カーディ公式(Cardy formula)が重要である。近年、この公式はBTZブラックホールのエントロピーの計算に現れるのみならず、AdS/CFT対応やホログラフィック原理の検証にも表れるようになっている。
Cardy (1986) は、この公式を発見し、(1+1)-次元の共形場理論(CFT)のエントロピーを次のように与えた。
{\displaystyle S=2\pi {\sqrt {{\tfrac {c}{6}}{\bigl (}L_{0}-{\tfrac {c}{24}}{\bigr )}}}}
ここに c は中心電荷、L0 は全エネルギーと系の半径の積 ER で、c/24 のシフトはカシミール効果により引き起こされる。ここで、c と L0 は、この共形場理論のヴィラソロ代数を形成する。Verlinde (2000) は、この公式を任意次元である (n + 1) 次元に拡張したので、この公式をカーディ・ヴァーリンデ公式(Cardy-Verlinde formula)とも呼ぶ。次の計量を持つ反ド・ジッター空間を考える。
{\displaystyle ds^{2}=-dt^{2}+R^{2}\Omega _{n}^{2}.}
ここに R は n 次元球面の半径である。この双対共形場理論はAdS空間の境界となっている。双対共形場理論のエントロピーは、この公式により次のように与えることができる。
{\displaystyle S={\frac {2\pi R}{n}}{\sqrt {E_{c}(2E-E_{c})}},}
ここに、Ec はカシミール効果で、E は全エネルギーである。上の公式は、最大エントロピーを Ec = E のときに与える。
{\displaystyle S\leq S_{max}={\frac {2\pi RE}{n}}.}
これはまさしく、ベッケンシュタイン境界である。